# Tårupgård
Tårupgård er en hovedgård beliggende ud til Hjarbæk Fjord, i Tårup Sogn, Fjends Herred, Viborg Kommune. Tårupgårds hovedbygning, der er fredet i klasse A er opført 1580-1582. Den består af en hovedfløj bygget af munkesten og 2 sidefløje bygget med bindingsværk

## Ejere af Tårupgård
- (1422-1468) Jens Kaas nr1
- (1468-1492) Niels Kaas nr1, rigsråd
- (1492-1520) Jens Kaas nr2
- (1520-1544) Mogens Kaas / Niels Kaas nr2
- (1544-1594) Niels Kaas nr3, rigskansler
- (1594-1601) Gjord Kaas
- (1601-1602) Niels Kaas nr4
- (1602) Preben Bild
- (1602-1642) Anne Kaas / Vibeke Bild
- (1642-1661) Ingeborg Parsberg gift Juul
- (1661-1684) Tønne Juul
- (1684-1698) Anna Catharina Friis gift Juul
- (1698-1809) Den Thaarupgaardske Stiftelse
- (1809-1823) Erik Christian Müller
- (1823-1826) Statsgældsdirektionen
- (1826-1876) Lorens Frederik Bahnson
- (1876-1899) Jesper Jespersen Bahnson, krigsminister
- (1899-1906) Landmandsbanken
- (1906-1910) Albrecht W.S. Johnson
- (1910-1914) J. Laursen
- (1914-1915) M. Jørgensen
- (1915-1918) O.R. Olesen / Jakob Andersen
- (1918-1919) G. Nielsen / P. Fischer
- (1919) H. Olrik
- (1919) L.P. Nielsen
- (1919-1922) A. Jensen
- (1922-1924) L.P. Laursen
- (1924-1927) Andrea Jørgensen
- (1927-1929) Jydsk Hypothekforening
- (1929-1930) C.J. Sønnichsen
- (1930-1941) S.H. Birkegaard
- (1941-1954) Socialministeriet
- (1954-2005) D.S.I. Ungdomskostskolen Taarupgaard
- (2005-) Peter Vognsen Nørgaard

- Tårupgårds hjemmeside

56°32′22.1″N 9°16′36.9″Ø / 56.539472°N 9.276917°Ø